# اقبال مسیح
اقبال مسیح (پنجابی: اقبال مسیح ; 1983 – ۱۶ آوریل ۱۹۹۵) یک کودک کار و فعال مسیحی پاکستانی بود که علیه کار آزاردهنده کودکان در پاکستان مبارزه کرد.
او در ۱۶ آوریل ۱۹۹۵ به قتل رسد. در ۲۳ مارس ۲۰۲۲، پس از مرگ از سوی دولت پاکستان نشان ستاره شجاعت به وی اعطا شد.

## فرار و کنشگری
اقبال در سن ۱۰ سالگی پس از اطلاع از غیرقانونی بودن کار اجباری توسط دادگاه عالی پاکستان، از بردگی خود فرار کرد. او پس از فرار سعی کرد کارفرمایش که فردی به نام اشد بود را به پلیس گزارش دهد، اما پلیس او را به کارخانه بازگرداند اقبال برای بار دوم فرار کرد و در مدرسه «جبهه آزادی کار پیوندی» (BLLF) برای بردگان کودک سابق شرکت کرد و به سرعت تحصیلات چهار ساله خود را تنها در دو سال به پایان رساند. اقبال به بیش از ۳۰۰۰ کودک پاکستانی کمک کرد که به آزادی بگریزند و در مورد کار کودکان در سراسر جهان سخنرانی کرد.

## مرگ
اقبال توسط «مافیای فرش» به قتل رسید، گروهی که بردگان را در صورت فرار از کارخانه فرش می‌کشتند. او هنگام مرگ فقط ۱۲ سال داشت.
مادرش گفت که باور نمی‌کرد پسرش قربانی توطئه «مافیای فرش» شده باشد. با این حال، BLLF مخالفت کرد زیرا اقبال از سوی افراد مرتبط با صنعت فرش پاکستان تهدید به مرگ شده بود. تشییع جنازه وی با حضور حدود ۸۰۰ نفر از عزاداران برگزار شد.